# Kaszczor
Kaszczor – (pol. hist. Ptowo, Stary Klasztor, niem. Altkloster),  wieś w Polsce położona w województwie wielkopolskim, w powiecie wolsztyńskim, w gminie Przemęt nad strumieniem Młynówką Kaszczorską. Miejscowość leży na trasie szlaku cysterskiego.

## Nazwa
Pierwotnie wieś nosiła nazwę Ptowo. W 1278 w miejscowości osiadł zakon cystersów, a część wsi w jakiej zamieszkali mnisi określono nazwą Stary Klasztor. Oznaczała ona tylko tę część wsi w jakiej znajdowało się cysterskie opactwo. Z czasem nazwa Stary Klasztor objęła całą tę osadę, a nazwa Ptowo zanikła. Nazwa Stary Klasztor odnosiła się więc do pierwotnej siedziby opactwa Cystersów w Przemęcie, ufundowanego 1278 w miejscowości Ptowo, przeniesionego w latach 1296-1302 do Wielenia, a w początku XV wieku do Przemętu. W pierwotnej siedzibie opactwa pozostał w Starym Klasztorze kościół oraz placówka zakonna z własnym prepozytem.
Miejscowość pierwotnie związana była z Wielkopolską. Ma metrykę średniowieczną i istnieje co najmniej od początku XIII wieku. Notowana pod pierwotną nazwą Ptowo już w 1210, a także w 1252 błędnie Plove, 1278 Ptowe, 1278 błędnie Optoer, 1370 Ptow, 1379 Ptovo, 1445 Pthowy
Od początku XV wieku notowana była także część wsi Ptowo należąca do cystersów pod nazwą Stary Klasztor. Wówczas nazwa Ptowo zaczęła zanikać. W 1401 wieś odnotowano pod staropolską nazwą Stariclastor, 1419 po łacinie Antiquum Monasterium, 1428 Stariklastor, 1429 Antiquum Claustrum, 1571 Stary Klastor. Później nazwa zmieniona została na Kaszczor.

## Historia
Miejscowość była początkowo własnością książęcą, potem rycerską, a potem należała do opactwa cystersów z siedzibą w Ptowie, przeniesionego następnie do Wielenia, a w początku XV w. do Przemętu.
Pierwsza wzmianka pochodzi z roku 1210 kiedy książę wielkopolski oraz kaliski Władysław Odonic nadał wsie Mochy oraz Ptowo ufundowanemu przez siebie klasztorowi cystersów w Przemęcie. Fundacja ta jednak nie została zrealizowana. W 1252 książę wielkopolski Przemysł I nadał komesowi Beniaminowi Zarembie cztery dziedziny w kasztelanii przemęckiej: Ptowo, Wieleń, Łupice oraz Obrzycę. W 1278 książęta wielkopolscy Bolesław Pobożny oraz Przemysł II] potwierdzili wcześniejszy dokument mówiący o tym, że wojewoda poznański Beniamin nadał cystersom z Paradyża m.in. wsie Łupica, Ptowo, Pyriz, Osłonin oraz Wieleń w celu ufundowania nowego klasztoru.
W 1278 kapituła poleciła opatom z Kołbacza oraz Chorynia, aby wprowadzili nowy konwent do klasztoru w Ptowie, który był wtedy filią klasztoru paradyskiego. W 1296 biskup poznański Jan nadał klasztorowi w Wieleniu dziesięciny z Ptowa. W 1300 siedzibę opactwa przeniesiono z Ptowa do Wielenia, a w początku XV wieku do Przemętu.
W 1370 król polski Kazimierz III Wielki potwierdził dobra klasztoru w Wieleniu, w tym m.in. Mochy, Ptowo oraz Łupicę. W latach 1445–1567 Ptowo znajdowało się w dobrach opactwa przemęckiego. W 1533 król polski Zygmunt I Stary potwierdził dobra klasztoru w Przemęcie, w tym m.in. Ptowo oraz Stary Klasztor.
W latach 1401–1417 wieś leżała w opolu przemęckim będącym reliktem przedpaństwowej wspólnoty rodowo-terytorialnej, które stały się w średniowieczu podokręgami kasztelanii. W 1563 leżała w powiecie kościańskim Korony Królestwa Polskiego. W 1456 miejscowość była siedzibą własnej parafii, a w 1510 należała do dekanatu Wschowa.
Wieś odnotowano również w historycznych rejestrach podatkowych. W 1563 miał w niej miejsce pobór podatków od 4 łanów oraz karczmy dorocznej. W 1566 pobrano podatki od 3 łanów, jednego łana sołeckiego, karczmy dorocznej, 4 zagrodników z rolami, 3 komorników, 4 kuczników (kuczka to mała chatka). W 1571 pobór podatków od 3 łanów kmiecych oraz kolejnego łana kmiecego, jednej karczmy dorocznej, 3 zagrodników. W 1580 pobór płacono od 4 łanów, dwóch zagrodników, jednej komornicy, 2 łanów sołtysich. W 1619 we wsi Stary Klasztor było 7 kmieci, dwóch sołtysów oraz młynarz.
Prawdopodobnie pod koniec XIII wieku powstał pierwszy drewniany kościół parafialny św. Wojciecha, który zastąpiony w latach 1764–1775 murowanym, w stylu późnego baroku. Wieś duchowna Stary Klasztor, własność opata cystersów w Przemęcie pod koniec XVI wieku leżała w powiecie kościańskim województwa poznańskiego w Rzeczypospolitej Obojga Narodów.
W wyniku II rozbioru Rzeczypospolitej w 1793, miejscowość przeszła w posiadanie Prus i jak cała Wielkopolska znalazła się w zaborze pruskim. W okresie Wielkiego Księstwa Poznańskiego (1815–1848) miejscowość wzmiankowana jako Kaszczor (Alt Kloster) należała do ówczesnego powiatu babimojskiego. Kaszczor był siedzibą odrębnego okręgu policyjnego tego powiatu i stanowił siedzibę rozległego majątku, który należał do rządu pruskiego w Berlinie. W skład majątku Kaszczor wchodziło łącznie 26 wsi, w tym jedna karczma (Kron), jedna kolonia (Wincentowo), jeden folwark (Nowy) i trzy osady. Według urzędowego spisu ludności z 1837 roku Kaszczor liczył 707 mieszkańców w 89 dymach (domostwach).
W okresie międzywojennym w miejscowości stacjonowała placówka 17 batalionu celnego, a potem komisariat Straży Granicznej „Kaszczor” i placówka Straży Granicznej I linii „Kaszczor”.
W latach 1954–1971 wieś należała i była siedzibą władz gromady Kaszczor, po jej zniesieniu w gromadzie Mochy. W latach 1975–1998 miejscowość administracyjnie należała do województwa leszczyńskiego.

## Zabytki
W miejscowości warto zobaczyć dwa wiatraki koźlaki (przy ul. Wiatracznej – największy tego typu w Wielkopolsce) oraz budynek przedszkola z XIX w. (1867), który był kiedyś pierwszym kościołem ewangelickim, a później szkołą ewangelicką.
W lesie w kierunku północnym znajduje się stary cmentarz poewangelicki. Przy Placu Wolności znajduje się kościół ewangelicki z początku XX wieku z wieżą widokową w kształcie pruskiego hełmu. Kaszczor posiada ciekawy układ urbanistyczny oraz wiele starych kamienic m.in. budynek starej szkoły katolickiej. Przy kościele katolickim znajduje się kamienna misa o średnicy ok. 1 m oraz pomnik św. Jana Nepomucena z 1745.
W Kaszczorze do 1939 znajdowało się polsko-niemieckie przejście graniczne (pozostałości słupa granicznego widoczne przy rowie granicznym na drodze do miejscowości Spokojna). W roku 2011 w 80. rocznicę odsłonięto odbudowany Pomnik Wolności zniszczony przez okupantów.

## Galeria

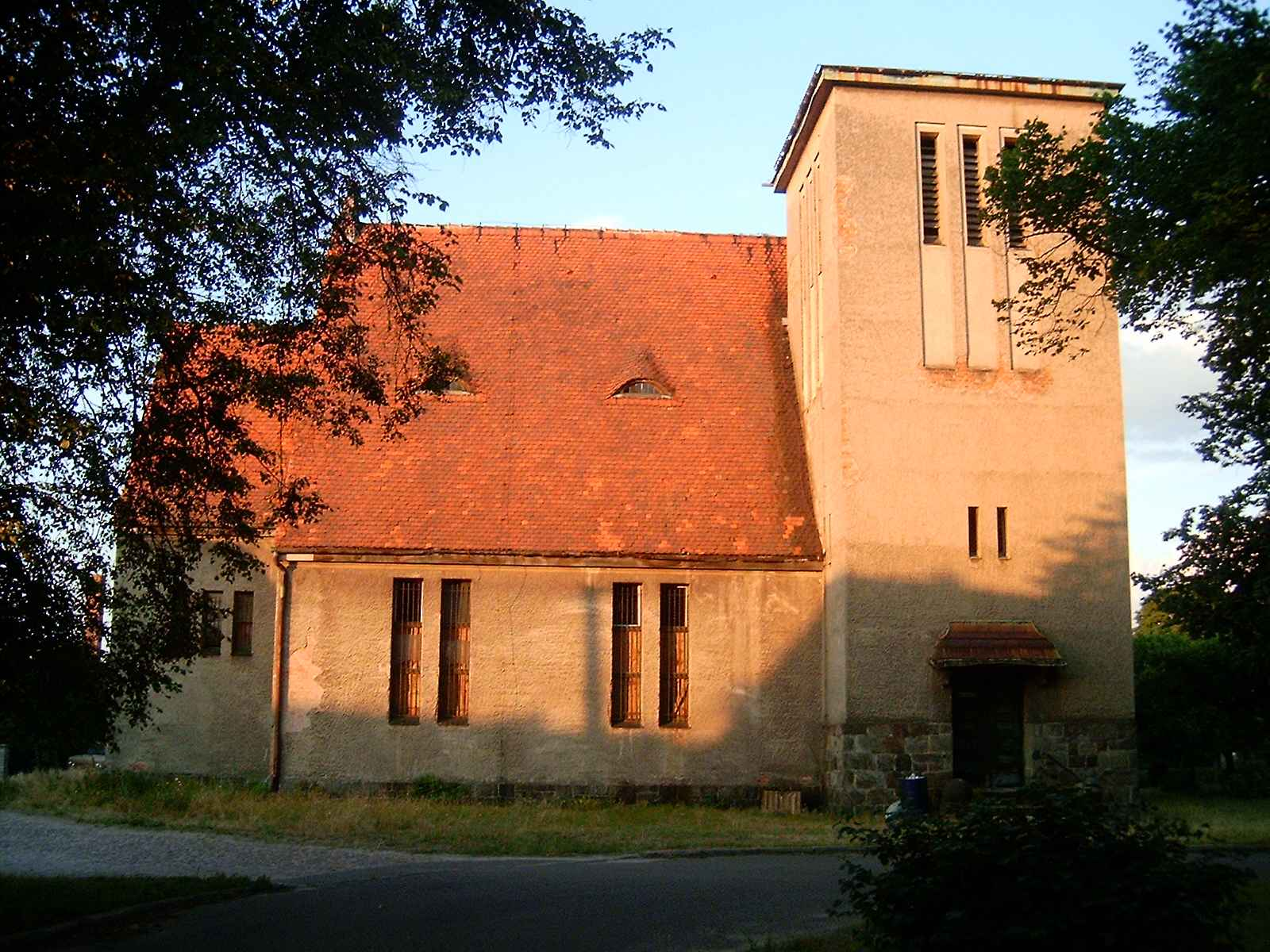
Dawny kościół ewangelicki, zbudowany w latach 1908–1910 (stan w 2005)
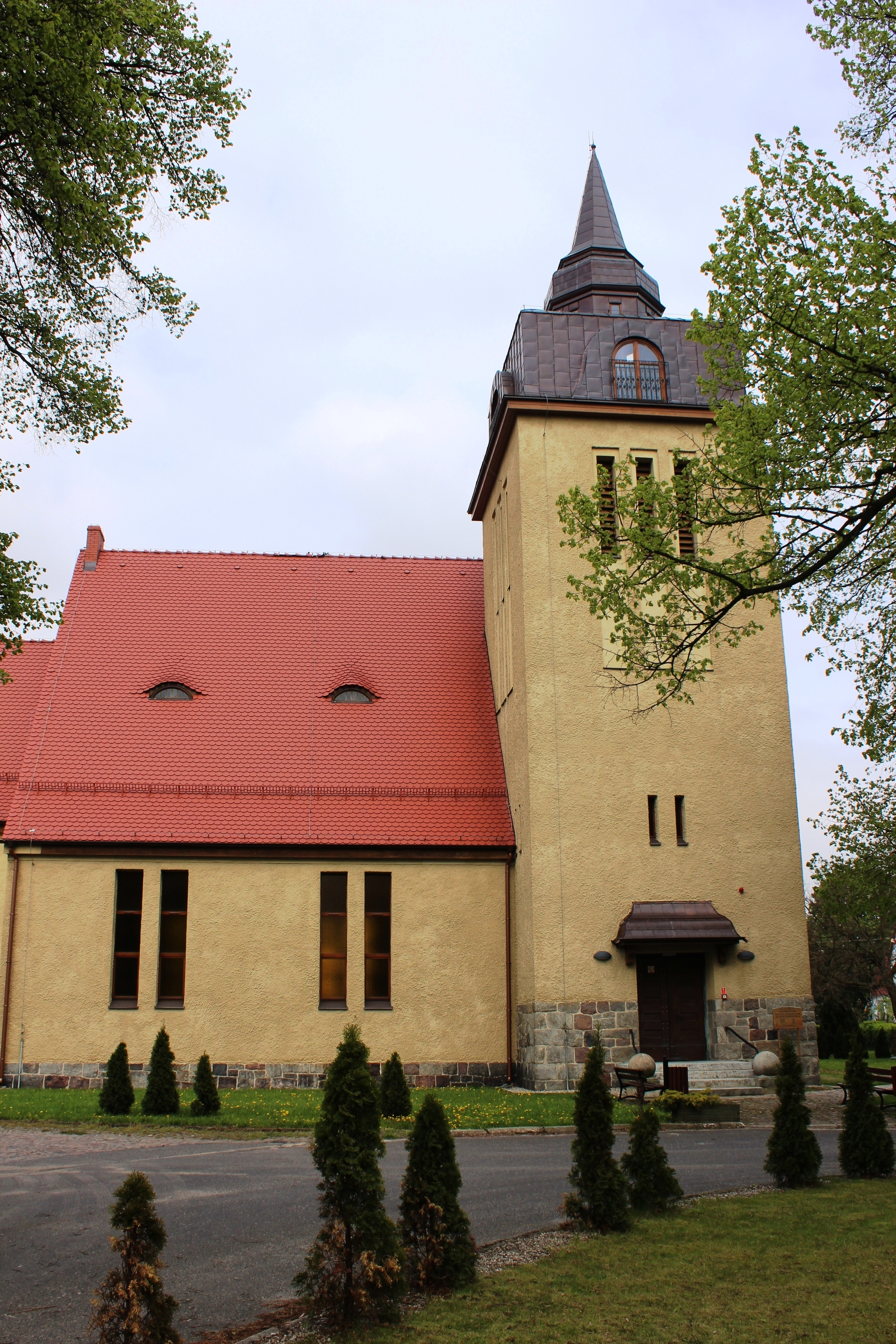
Dawny kościół ewangelicki, po remoncie w latach 2010–2011 (stan w 2017)
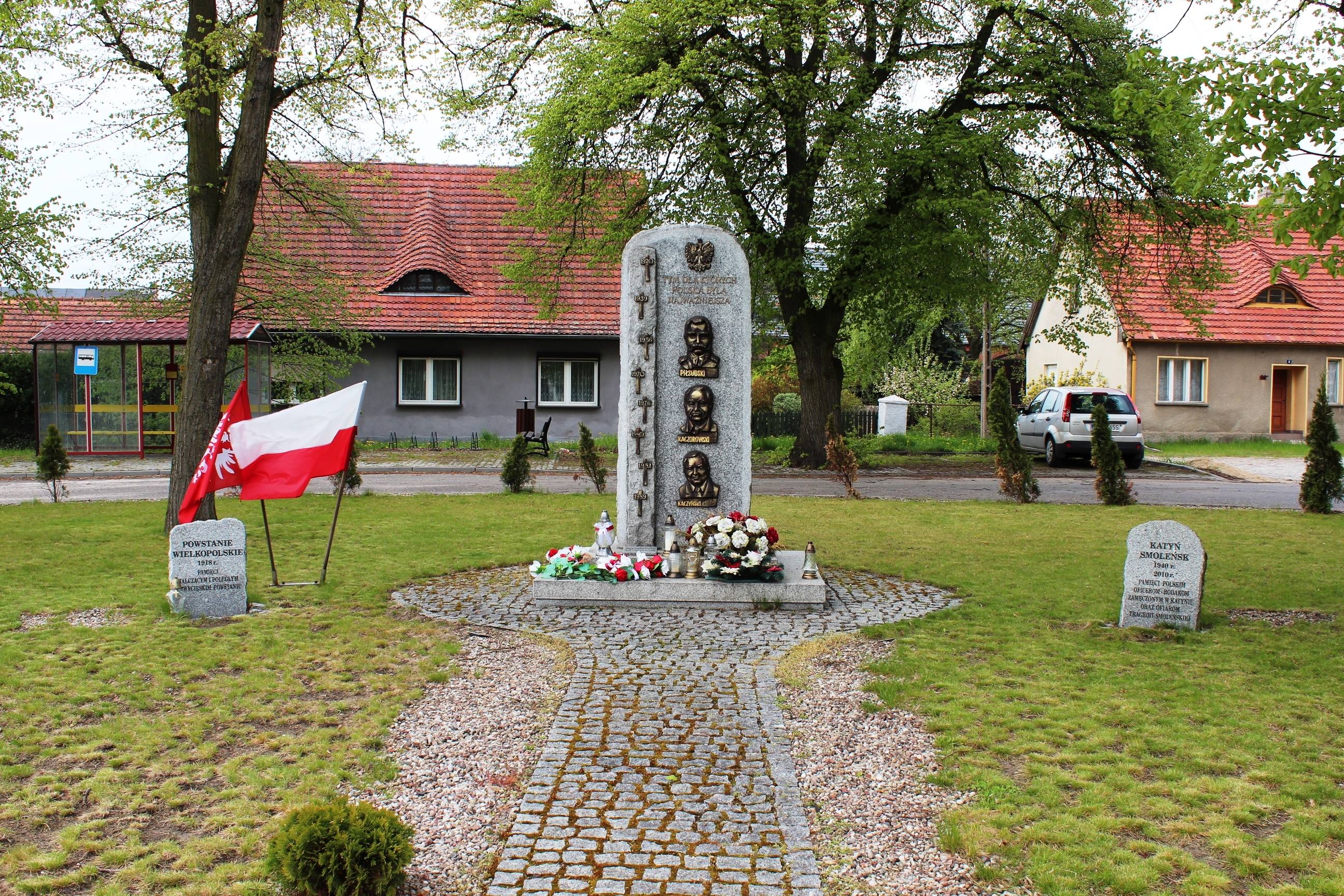
Pomnik w centrum miejscowości